# Natação nos Jogos Pan-Americanos de 1975
A natação nos Jogos Pan-Americanos de 1975 foi realizada em outubro de 1975. Foram disputadas 29 provas, 15 masculinas e 14 femininas. 

## Medalhistas
Masculino
| Evento                        | Ouro                                                                         | Ouro     | Prata                                                                    | Prata    | Bronze                                                                   | Bronze   |
| ----------------------------- | ---------------------------------------------------------------------------- | -------- | ------------------------------------------------------------------------ | -------- | ------------------------------------------------------------------------ | -------- |
| 100 metros livre detalhes     | Richard Abbott USA Estados Unidos                                            | 51.96    | Jack Babashoff USA Estados Unidos                                        | 52.26    | Bruce Robertson CAN Canadá                                               | 53.44    |
| 200 metros livre detalhes     | Jorge Delgado ECU Equador                                                    | 1:55.45  | Rick DeMont USA Estados Unidos                                           | 1:55.96  | Rex Favero USA Estados Unidos                                            | 1:57.08  |
| 400 metros livre detalhes     | Douglas Northway USA Estados Unidos                                          | 4:00.51  | Bobby Hackett USA Estados Unidos                                         | 4:03.38  | Djan Madruga BRA Brasil                                                  | 4:06.83  |
| 1500 metros livre detalhes    | Bobby Hackett USA Estados Unidos                                             | 15:53.10 | Paul Hartloff USA Estados Unidos                                         | 15:57.32 | Djan Madruga BRA Brasil                                                  | 16:30.08 |
| 100 metros costas detalhes    | Peter Rocca USA Estados Unidos                                               | 58.31    | Bob Jackson USA Estados Unidos                                           | 58.90    | Rômulo Arantes BRA Brasil                                                | 59.16    |
| 200 metros costas detalhes    | Dan Harrigan USA Estados Unidos                                              | 2:06.69  | Mike Scarth CAN Canadá                                                   | 2:09.20  | Bob Jackson USA Estados Unidos                                           | 2:10.18  |
| 100 metros peito detalhes     | Rick Colella USA Estados Unidos                                              | 1:06.28  | Lawrence Dowler USA Estados Unidos                                       | 1:06.61  | José Sylvio Fiolo BRA Brasil                                             | 1:08.12  |
| 200 metros peito detalhes     | Rick Colella USA Estados Unidos                                              | 2:24.00  | Dave Heinbuch CAN Canadá                                                 | 2:28.96  | Gustavo Lozano MEX México                                                | 2:29.28  |
| 100 metros borboleta detalhes | Mike Curington USA Estados Unidos                                            | 56.09    | Greg Jagenburg USA Estados Unidos                                        | 56.13    | Bruce Robertson CAN Canadá                                               | 56.80    |
| 200 metros borboleta detalhes | Greg Jagenburg USA Estados Unidos                                            | 2:03.42  | Steve Gregg USA Estados Unidos                                           | 2:04.06  | Jorge Delgado ECU Equador                                                | 2:05.11  |
| 200 metros medley detalhes    | Steve Furniss USA Estados Unidos                                             | 2:09.77  | Mike Curington USA Estados Unidos                                        | 2:10.17  | Bill Sawchuk CAN Canadá                                                  | 2:11.63  |
| 400 metros medley detalhes    | Steve Furniss USA Estados Unidos                                             | 4:40.38  | Rick Colella USA Estados Unidos                                          | 4:40.91  | Ricardo Marmolejo MEX México                                             | 4:43.87  |
| 4x100 metros detalhes         | Jack Babashoff Alan Ruby Mike Grattan Richard Abbott USA Estados Unidos      | 3:27.67  | Bruce Robertson Gary MacDonald Michael Bloahdal Steve Hardy CAN Canadá   | 3:36.24  | Guillermo García Eduardo Pérez Jorge Necochea Ricardo Sasser MEX México  | 3:39.17  |
| 4x200 metros detalhes         | Rick DeMont Rex Favero Brad Horner Michael Curington USA Estados Unidos      | 7:50.96  | Steve Hardy Michael Bloahdal Daryl Skilling Bruce Robertson CAN Canadá   | 8:00.91  | Djan Madruga José Namorado Paul Jouanneau Rômulo Arantes BRA Brasil      | 8:02.36  |
| 4x100 metros medley detalhes  | Peter Rocca Rick Colella Michael Curington Jack Babashoff USA Estados Unidos | 3:53.81  | Michael Scarth Camil Chevalier Bruce Robertson Gary MacDonald CAN Canadá | 3:58.95  | Akcel de Godoy José Namorado Rômulo Arantes José Sylvio Fiolo BRA Brasil | 3:59.05  |

Feminino
| Evento                        | Ouro                                                                     | Ouro    | Prata                                                             | Prata   | Bronze                                                                           | Bronze  |
| ----------------------------- | ------------------------------------------------------------------------ | ------- | ----------------------------------------------------------------- | ------- | -------------------------------------------------------------------------------- | ------- |
| 100 metros livre detalhes     | Kim Peyton USA Estados Unidos                                            | 58.24   | Jill Sterkel USA Estados Unidos                                   | 58.57   | Jill Quirk CAN Canadá                                                            | 58.92   |
| 200 metros livre detalhes     | Kim Peyton USA Estados Unidos                                            | 2:04.57 | Gail Amundrud CAN Canadá                                          | 2:05.87 | Anne Jardin CAN Canadá                                                           | 2:07.68 |
| 400 metros livre detalhes     | Kathy Heddy USA Estados Unidos                                           | 4:23.00 | Kathie Wickstrand USA Estados Unidos                              | 4:27.66 | Michele Oliver CAN Canadá                                                        | 4:30.20 |
| 800 metros livre detalhes     | Wendy Weinberg USA Estados Unidos                                        | 9:05.57 | Mary Montgomery USA Estados Unidos                                | 9:06.70 | Janice Stenhouse CAN Canadá                                                      | 9:17.87 |
| 100 metros costas detalhes    | Lynn Chénard CAN Canadá                                                  | 1:06.59 | Rosemary Boone USA Estados Unidos                                 | 1:07.18 | Jenny Kemp USA Estados Unidos                                                    | 1:07.29 |
| 200 metros costas detalhes    | Donna Wennerstrom USA Estados Unidos                                     | 2:19.93 | Lynn Chénard CAN Canadá                                           | 2:21.26 | Cheryl Gibson CAN Canadá                                                         | 2:22.68 |
| 100 metros peito detalhes     | Lauri Siering USA Estados Unidos                                         | 1:15.17 | Marcia Morey USA Estados Unidos                                   | 1:16.25 | Marion Stuart CAN Canadá                                                         | 1:16.40 |
| 200 metros peito detalhes     | Lauri Siering USA Estados Unidos                                         | 2:42.35 | Joann Baker CAN Canadá                                            | 2:42.96 | Marcia Morey USA Estados Unidos                                                  | 2:45.58 |
| 100 metros borboleta detalhes | Camille Wright USA Estados Unidos                                        | 1:02.71 | Peggy Tosdal USA Estados Unidos                                   | 1:03.37 | Wendy Quirk CAN Canadá                                                           | 1:05.07 |
| 200 metros borboleta detalhes | Camille Wright USA Estados Unidos                                        | 2:18.57 | Cheryl Gibson CAN Canadá                                          | 2:21.95 | Rosemary Ribeiro BRA Brasil                                                      | 2:22.47 |
| 200 metros medley detalhes    | Kathy Heddy USA Estados Unidos                                           | 2:22.22 | Jennie Franks USA Estados Unidos                                  | 2:23.37 | Cheryl Gibson CAN Canadá                                                         | 2:24.22 |
| 400 metros medley detalhes    | Kathy Heddy USA Estados Unidos                                           | 5:06.05 | Cheryl Gibson CAN Canadá                                          | 5:06.87 | Jennie Franks USA Estados Unidos                                                 | 5:08.68 |
| 4x100 metros detalhes         | Kathy Heddy Bonnee Brown Jill Sterkel Kim Peyton USA Estados Unidos      | 3:53.31 | Gail Amundrud Anne Jardin Wendy Quirk Janice Stenhouse CAN Canadá | 3:54.95 | Christiane Paquelet Lucy Burle Maria Elisa Guimarães Rosemary Ribeiro BRA Brasil | 4:12.20 |
| 4x100 metros medley detalhes  | Rosemary Bonne Marcia Morey Camille Wright Kim Peyton USA Estados Unidos | 4:22.34 | Lynn Chenard Joanne Baker Wendy Quirk Jill Quirk CAN Canadá       | 4:24.84 | Christiane Paquelet Cristina Teixeira Flávia Nadalutti Lucy Burle BRA Brasil     | 4:37.67 |

## Quadro de medalhas
| Ordem | País               | Medalha de ouro | Medalha de prata | Medalha de bronze |    |
| ----- | ------------------ | --------------- | ---------------- | ----------------- | -- |
| 1     | USA Estados Unidos | 27              | 17               | 5                 | 49 |
| 2     | CAN Canadá         | 1               | 12               | 11                | 24 |
| 3     | ECU Equador        | 1               |                  | 1                 | 2  |
| 4     | BRA Brasil         |                 |                  | 9                 | 9  |
| 5     | MEX México         |                 |                  | 3                 | 3  |
| TOTAL | TOTAL              | 29              | 29               | 29                | 87 |